# Janusz Bogdan Faliński
Janusz Bogdan Faliński (ur. 28 października 1934 w Rakoniewicach (wielkopolskie), zm. 11 listopada 2004 w Białowieży) – polski botanik i ekolog. 

## Życiorys
Absolwent Uniwersytetu Łódzkiego (1957). Wieloletni pracownik naukowy Uniwersytetu Warszawskiego – profesor nadzwyczajny od roku 1978, profesor zwyczajny od 1986 r. W roku 1959 rozpoczął pracę w Białowieskiej Stacji Geobotanicznej UW, trzy lata później został jej kierownikiem. Zajmował się antropogenicznymi zmianami roślinności, kartografią roślin i dynamiką wegetacji.
Był członkiem włoskiej Akademii Nauk Leśnych. Został uhonorowany w roku 1995 tytułem Doktora Honoris Causa Uniwersytetu w Camerino we Włoszech.
Działał w Polskim Towarzystwie Botanicznym, w którym pełnił funkcje członka zarządu głównego i przewodniczącego Sekcji Geobotaniki i Ochrony Szaty Roślinnej, a także w Polskim Towarzystwie Geograficznym (w Klubie Teledekcji Środowiska). Członek kilku komitetów PAN oraz rady naczelnej International Association for Vegetation Science.
Był redaktorem periodyku Phytocoenosis, autorem i redaktor wielu publikacji naukowych. Najważniejsze z jego publikacji książkowych to:
- Kartografia geobotaniczna, Warszawa 1991
- Przewodnik do długoterminowych badań ekologicznych, Warszawa 2001

Ostatnią książką, nad którą pracował jest wydana pośmiertnie interdyscyplinarna praca zbiorowa pt. Haćki. Zespół przyrodniczo-archeologiczny na Równinie Bielskiej, Warszawa-Białowieża 2005, której autorami są botanicy, geolodzy i archeolodzy.
Oprócz prac naukowych pisał też eseje, które wydał w zbiorze pt. Wyścig na okręcie „Beagle”. Eseje o nauce i uczonych. Warszawa 2004.
W 1989 otrzymał Medal im. Władysława Szafera. W 2009 koło wolsztyńskie Klubu Przyrodników ze Świebodzina zorganizowało ogólnopolskie spotkanie upamiętniające jego postać.
Był mężem Krystyny Falińskiej, botaniczki i ekolożki, profesorki Instytutu Botaniki PAN. Mieli dwoje dzieci, córkę i syna Jarosława.

## Galeria

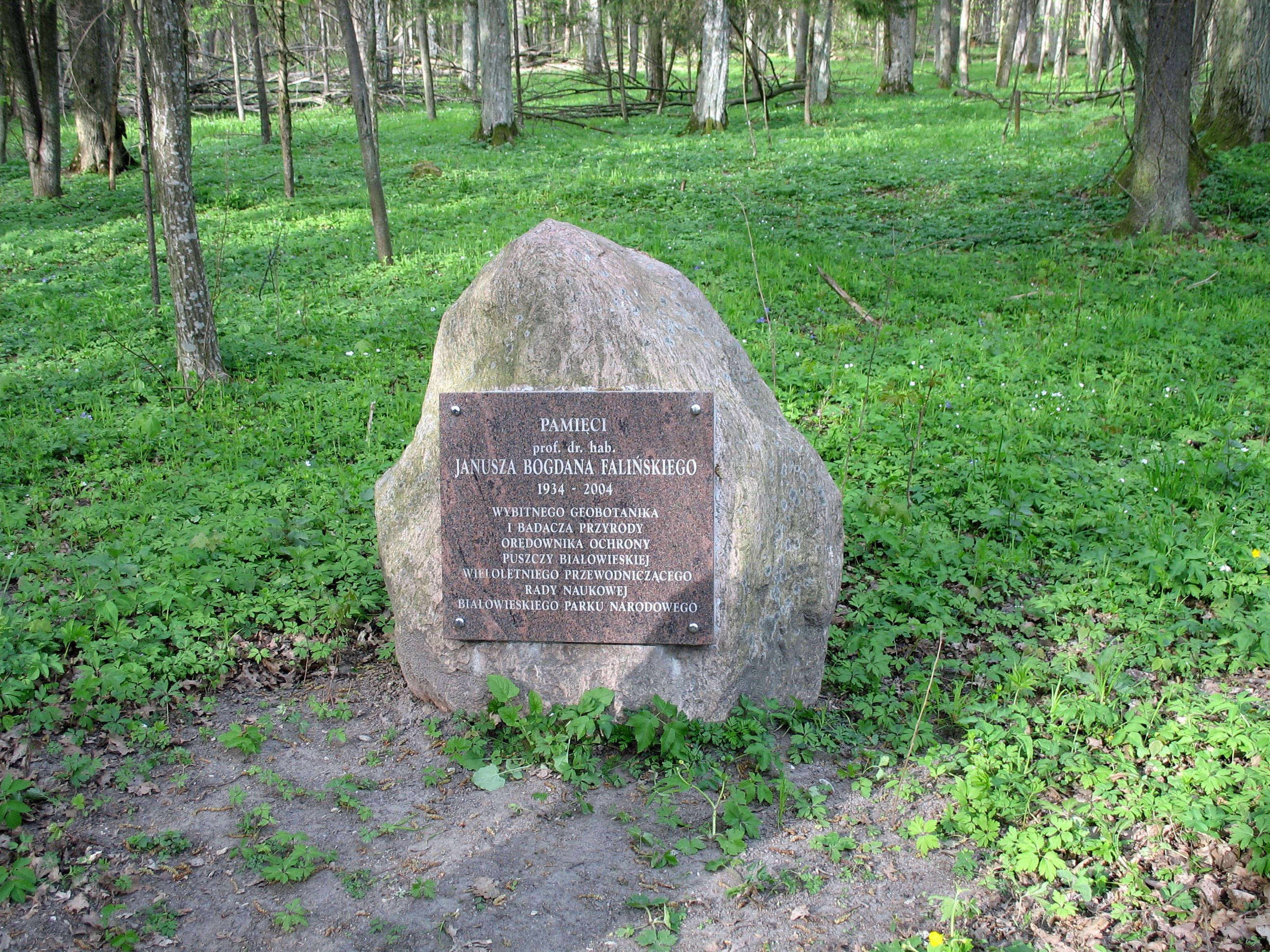
Tablica pamiątkowa poświęcona pamięci prof. dr hab. Janusza Falińskiego znajdująca się w Białowieskim Parku Narodowym
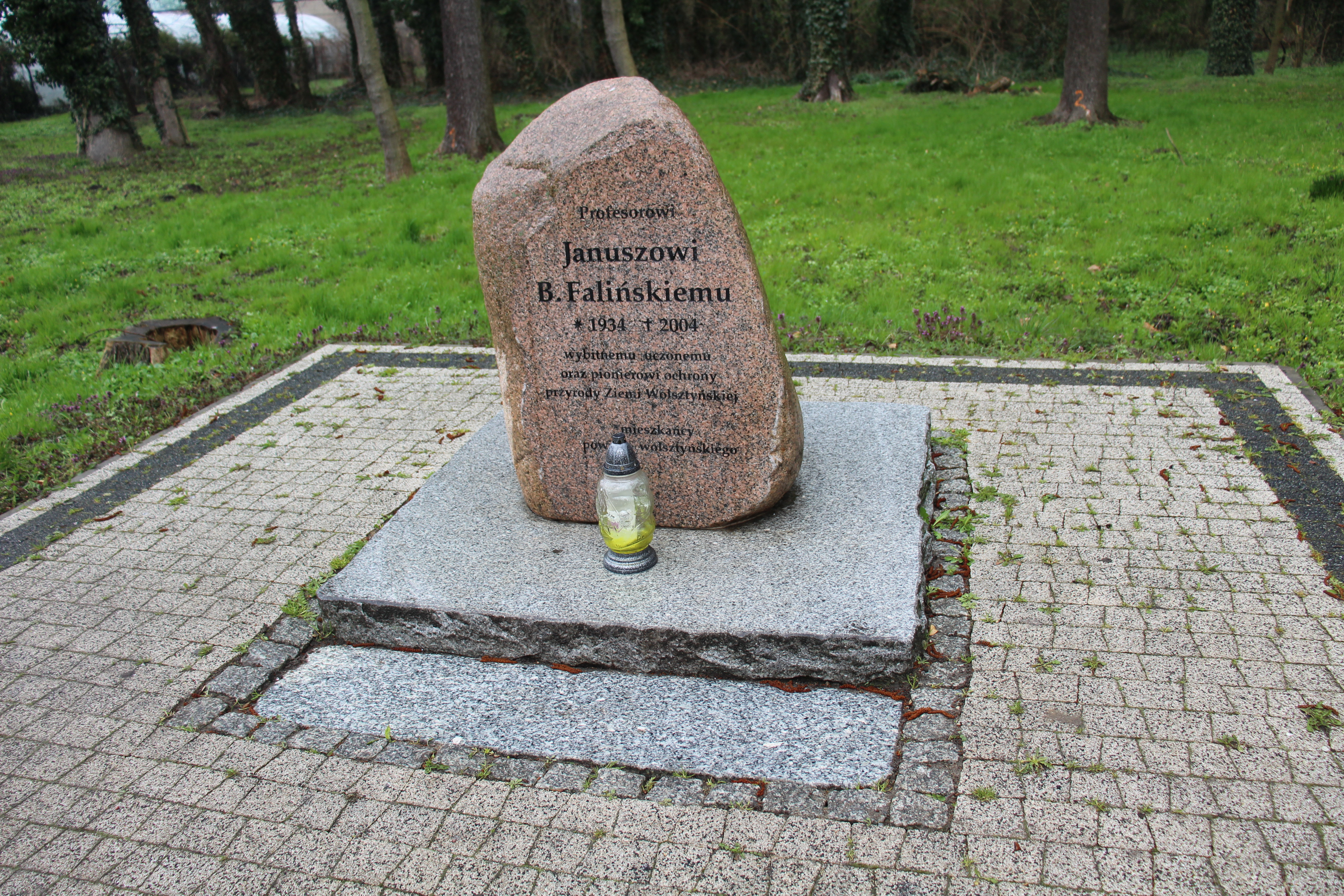
Głaz pamiątkowy w parku pałacowym w Wolsztynie
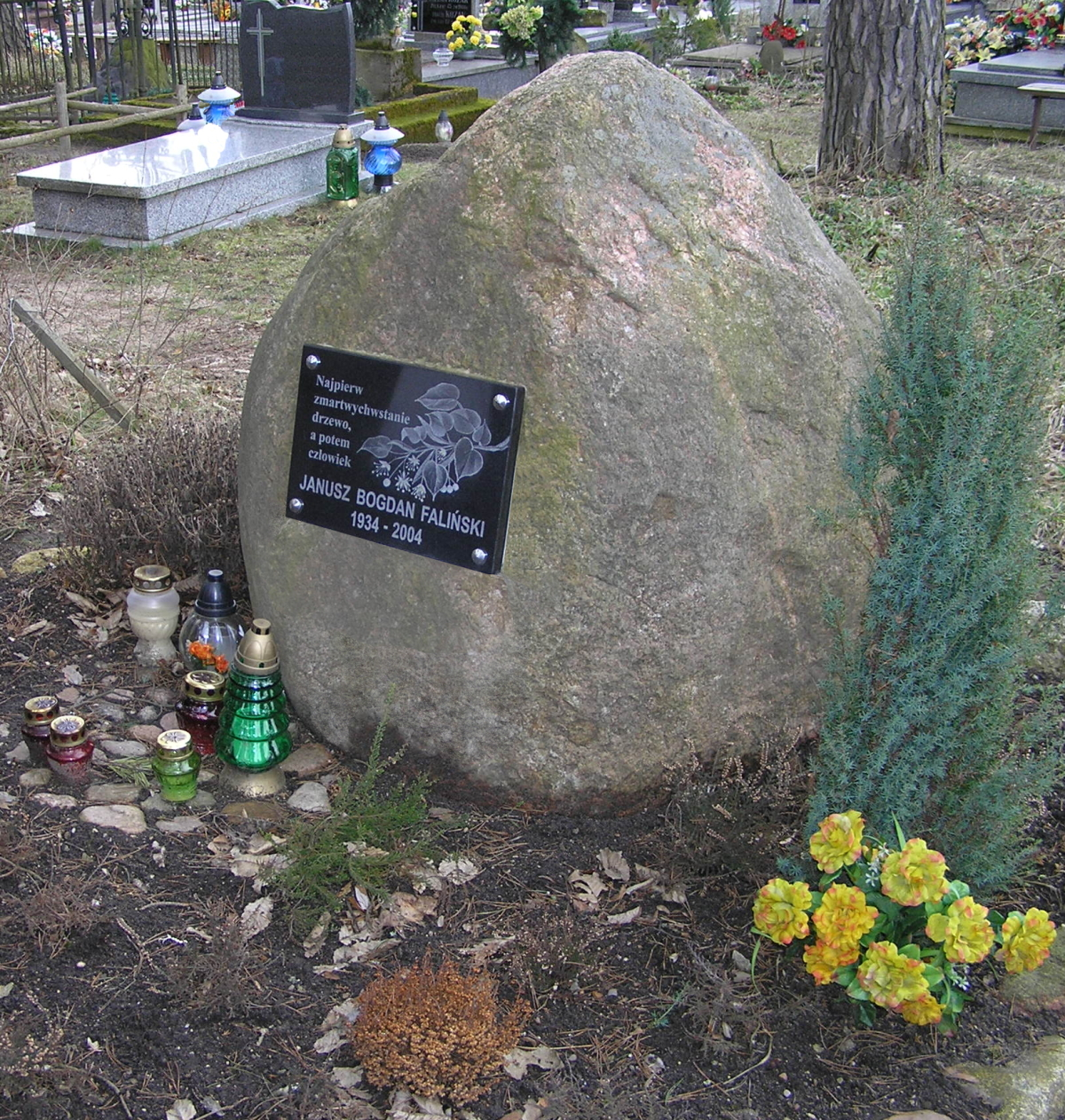
Grób Janusza Falińskiego znajdujący się na cmentarzu w Białowieży